# Danh sách nhãn hiệu của Nestlé
Đây là danh sách những nhãn hiệu chính làm chủ bởi Nestlé đã được tuyển chọn. Các nhãn hiệu được phân mục theo thị trường mục tiêu.

### Cà phê
- Bonka
- International Roast
- Loumidis
- Nescafé
- Nespresso
- Partner's Blend
- Ricoffy
- Ricoré
- Taster's Choice
- Zoégas

### Nước tinh khiết
- Lavie
- Aberfoyle
- Aqua D'Or
- Acqua Panna
- Al Manhal
- Arrowhead
- Contrex
- Deer Park
- Hépar
- Ice Mountain
- Korpi
- Levissima
- Nałęczowianka
- Nestlé Aquarel
- Nestlé Pure Life
- Nestlé Vera
- Ozarka
- Perrier
- Poland Spring
- Powwow
- Pure Life
- Quézac
- San Pellegrino
- San Bernardo
- Viladrau
- Vittel
- Zephyrhills

### Thức uống khác
- Milo
- Carnation
- Caro
- Libby’s
- Nescau
- Nesquik
- Nestea

### Sản phẩm đóng hộp
- Bear Brand
- Carnation
- Coffee-Mate
- Gloria
- Klim
- La Lechera
- Milkmaid
- Moça
- Molico
- Nespray
- Nestlé
- Nestlé Omega Plus
- Nido
- Ninho
- Svelty

### Đồ mát
- Chiquitin
- La Laitière
- La Lechera
- Leite Moça
- LC1
- Molico
- Nestlé
- Ski
- Sveltesse
- Svelty
- Yoco

### Kem
- Oreo (Canada)
- Camy
- D'Onofrio (Peru)
- Dreyer's
- Frisco
- Häagen-Dazs (Bắc Mỹ)
- Motta
- Mövenpick
- Nestlé
- Peter's
- Push-Up
- Savory
- Schöller
- Valiojäätelö (Phần Lan)

### Thực phẩm cho trẻ em
- Alfare
- Beba
- Cérélac
- FM 85
- Good Start
- Guigoz
- Lactogen
- Nan
- NAN HA
- NanSoy
- Neslac
- Nestlé
- Nestogen
- Nestum
- PreNan
- Nidal
- SMA
- S26

### Sản phẩm tăng lực
- Neston
- Nesvita
- PowerBar
- Supligen

### Sản phẩm chăm sóc sức khỏe
- Modulen
- Nutren
- Nutren Junior
- Peptamen
- Peptamen UTI

### Gia vị
- Buitoni
- Maggi
- Thomy
- Winiary

### Sản phẩm đông lạnh
- Maggi
- Stouffer’s
- Lean Cuisine
- Buitoni
- Hot Pockets
- Lean Pockets

### Sản phẩm ướp lạnh
- Buitoni
- Herta
- Nestlé
- Toll House

### Chocolate, bánh kẹo, đồ nướng
- 100 Grand Bar
- Aero
- After Eight
- Baby Ruth
- Bertie Beetle (Úc)
- Butterfinger
- Butterfinger BB's
- Butterfinger Crisp
- Cailler
- Caramac
- Coffee Crisp (Canada)
- D'Onofrio (Peru)
- Damak (Thổ Nhĩ Kỳ)
- Galak/Milkybar
- Kit Kat
- Lion
- Minties (Úc)
- Munchies
- Negrita (Chile)
- Nestlé Crunch
- Nestlé Crunch Pieces
- Nestlé Milk Chocolate
- Nips
- Perugina Baci
- Polo
- Quality Street
- Rolo
- Smarties
- Super 8 (Chile)
- Toll House
- Violet Crumble
- Yorkie

#### Các nhãn hiệu bánh kẹo Wonka
- Bottle Caps
- Donutz
- FruiTart Chews
- Fun Dip
- Gobstoppers
- Laffy Taffy
- Lik-M-Aid
- Nerds
- Nerds Gumballs
- Nerds Rope
- Oompas
- Pixy Stix
- Rainbow Nerds
- Runts
- SweeTarts
- SweeTarts Rope
- SweeTarts Shockers
- Tart 'n' Tinys
- Wonka Bars

### Dịch vụ thực phẩm
- Chef-Mate
- Davigel
- Minor's
- Santa Rica

### Thực phẩm cho vật nuôi
- Alpo
- Beneful
- Dog Chow
- Fancy Feast
- Felix
- Friskies
- Gourmet
- Mighty Dog
- Mon Petit
- ONE
- Pro Plan
- Purina
- Tidy Cats

Cùng với công ty Kelloggs, Nestlé đã chinh phục thị trường điểm tâm bằng ngũ cốc ở nhiều quốc gia, thông qua công ty được đầu tư mạo hiểm của họ là Cereal Partners Worldwide.